# Bündelung (Datenübertragung)
Bündelung (englisch Trunking) bezeichnet in der Nachrichtentechnik und Informatik die Zusammenführung mehrerer Übertragungskanäle (physische Leitungen, Frequenzbänder usw.) zu einer einzelnen logischen, also für den Anwender sichtbaren Verbindung.
In der Informatik bezeichnet Trunking in der Regel die Zusammenlegung von mehreren physisch getrennten Ethernet- bzw. Telekommunikation-Verbindungen zu einer einzigen logischen. Dabei werden die Daten mit synchronen oder asynchronen Verfahren über die resultierende logische Verbindung übertragen. Auf physischer Ebene kommt dazu entweder ein einzelner Kanal oder (zur Lastverteilung und Durchsatzsteigerung) mehrere parallele Kanäle zum Einsatz. Das zur Bandbreitenskalierung verwendete Link Aggregation Control Protocol (LACP) wird von der IEEE unter „Aggregation of Multiple Link Segments“ normiert; siehe dazu den Begriff Spanning Tree Protocol.
Trunking wird auch als Bezeichnung für Bündelfunknetze verwendet.
Trunking ist ein Begriff von Sun Microsystems, der aber auch herstellerübergreifend benutzt wird. Bei Cisco wird der Begriff Etherchannel, bei Linux-Systemen der Begriff Bonding verwendet, tatsächlich handelt es sich bei allen dreien um die gleiche Funktion.
Der Begriff „Trunk“ wird bei VLANs in einer etwas geänderten Bedeutung verwendet. Hier werden mehrere verschiedene VLANs über eine physische Verbindung geführt, es gibt also keine Durchsatzsteigerung.

## Trunk in der Netzwerkverkabelung
In der strukturierten Verkabelung, hier betrachtet innerhalb eines Rechenzentrums, versteht man unter Trunks das Zusammenfassen von mehreren Kabeln in einem einzigen. Diese Bündelung bietet neben der Vereinfachung einer physischen Installation noch weitere Vorteile. So wird die Handhabung bei Änderungen leichter, Kabeltrassen im Rechenzentrum werden besser genutzt und nicht zuletzt die Brandlasten reduziert.
Man unterscheidet hier zwischen Kupfertrunks und Lichtwellenleitertrunks. Kupfertrunks werden typischerweise aus sechs bis acht Einzelkabeln gebildet, die werksseitig auf Länge geschnitten sind und beidseitig mit modularen RJ45 Anschlusseinheiten abgeschlossen werden. Lichtwellenleitertrunks können sowohl als Einzelfasertrunks, zum Beispiel werksseitig an beiden Enden mit LC-Steckern konfektioniert, oder als Multifasertrunks konzipiert sein. Letztgenannter verfügt an seinen Enden über einen Mehrfaserstecker wie den MPO-Stecker und kann typischerweise und nach Design für paralleloptische Systeme wie Infiniband oder 40-/100-Gigabit-Ethernet genutzt werden.
Zur Migration von Einzelfasertechnik (basierend auf z. B. LC- oder SC-Steckern) hin zu paralleloptischer Übertragung wird zu den MPO-Trunks zusätzlich Modultechnik eingesetzt. Diese beinhaltet rückseitig einen MPO mit z. B. zwölf Fasern und frontseitig sechs LC-Duplex-Kupplungen oder Aufteilern (Harnesse) mit z. B. einseitig zwölf MPO-Fasern. Auf der anderen Seite werden sechs LC-Duplex-Verbinder eingesetzt.

## Bündelung in der Nachrichtentechnik
Als Bündel bezeichnet man in der Nachrichtentechnik eine logische Gruppe von Kanälen (oder Leitungen), die aus Benutzersicht gleichwertig verwendet werden. Nachrichtentechnische Anlagen unterscheiden zwischen Zubringer-, Abnehmer- und Internbündeln. Die Verteilung des Verkehrs auf die verschiedenen Kanäle eines Abnehmerbündels erfolgt für den Benutzer nicht transparent. Da Bündel aus wirtschaftlichen Gründen nicht auf jedes denkbare Angebot ausgerichtet werden können, muss ein geeignetes Verkehrsmodell in Verbindung mit einer bestimmten Leistung dafür sorgen, dass Blockierungen in einem Bündel ein akzeptables Maß nicht überschreiten. Die Bemessung von Bündeln erfolgt mit Methoden der Verkehrstheorie.